# Las Guáranas
Las Guáranas är en kommun i Dominikanska republiken.  Den ligger i provinsen Duarte, i den centrala delen av landet, 80 km norr om huvudstaden Santo Domingo. Antalet invånare är i kommunen är cirka 14 700.
Terrängen runt Las Guáranas är platt, och sluttar söderut. Runt Las Guáranas är det ganska tätbefolkat, med 149 invånare per kvadratkilometer. Närmaste större samhälle är La Mata, 11,3 km söder om Las Guáranas. Trakten runt Las Guáranas består till största delen av jordbruksmark.